# Calcio Como 2016-2017
Questa voce raccoglie le informazioni riguardanti il Calcio Como nelle competizioni ufficiali della stagione 2016-2017.

## Stagione
Nella stagione 2016-2017 il Como partecipa a tre competizioni ufficiali: il campionato di Lega Pro girone A, la Coppa Italia e la Coppa Italia di Lega Pro. Per la panchina della squadra lariana, dopo la retrocessione dalla Serie B, viene scelto Fabio Gallo.
A fine torneo la squadra ottiene l'accesso ai playoff e viene eliminata dal Piacenza per 2-1.
In Coppa Italia, dopo aver eliminato il Montecatini col punteggio di 3-0, viene eliminato dal Frosinone nel turno successivo col medesimo punteggio.

## Divise e sponsor
Lo sponsor tecnico per la stagione 2016-2017 è Legea, mentre lo sponsor ufficiale è Verga. Da ottobre 2016 sulle maglie è presente anche lo sponsor Qi Casa, sostituito poi a febbraio 2017 da FoxTown.
La prima divisa è composta da una maglia blu reale con colletto bianco e da pantaloncini e calzettoni blu reale. La divisa di riserva presenta lo stesso motivo di quella casalinga ed è di colore bianco mentre la terza divisa completamente nera.
| Casa | Trasferta | Terza divisa |

## Organigramma societario
Area direttiva
- Presidente onorario: Gianluca Zambrotta
- Curatore fallimentare fino al 30 marzo 2017: Francesco Di Michele
- Presidente dal 30 marzo 2017: Akosua Puni Essien

Area organizzativa
- Direttore generale: Diego Foresti
- Responsabile amministrazione finanza e controllo: Fabio Lori
- Segretario generale: Giorgio Bressani
- Segreteria amministrativa: Eros Greggio
- Direttore marketing, comunicazione e vendite: Marco Mancinelli
- Ufficio stampa: Marco Mancinelli, Vincenzo Carrante
- Supporter Liaison Officer: Giorgio Bressani

Area tecnica
- Direttore sportivo: Gianluca Andrissi
- Allenatore: Fabio Gallo
- Allenatore in seconda: Luca De Fraia
- Collaboratori tecnici prima squadra: Andrea Ardito, Michele Ardito
- Preparatore dei portieri: Fabrizio Paese
- Responsabile formazione psicoeducativa e progetti sociali: Samuele Robbioni
- Team manager: Claudio Maspero
- Addetto all'arbitro: Aldo Mosconi
- Preparatore atletico: Simon Barjie
- Aiuto preparatore atletico: Riccardo Dell'Oca
- Magazzinieri: Giancarlo Carmignani, Carlo Corti
- Analista video: Lorenzo Giunta

Area sanitaria
- Responsabile staff sanitario: Francesco Floris
- Medico sociale: Alberto Giughello
- Fisioterapisti: Alessandro Pozzoli Errante, Simone Gallo

## Rosa
Rosa e numerazione sono aggiornati al 19 gennaio 2017.
| N. |                    | Ruolo | Calciatore                     |
| -- | ------------------ | ----- | ------------------------------ |
| 1  | Italia (bandiera)  | P     | Diamante Crispino              |
| 12 | Italia (bandiera)  | P     | Roberto Barlocco               |
| 22 | Italia (bandiera)  | P     | Luca Zanotti                   |
| 33 | Brasile (bandiera) | P     | Rubinho                        |
| 2  | Italia (bandiera)  | D     | David Magonara                 |
| 3  | Italia (bandiera)  | D     | Devis Nossa                    |
| 5  | Italia (bandiera)  | D     | Marco Briganti                 |
| 14 | Italia (bandiera)  | D     | Mauro Scaglione                |
| 15 | Italia (bandiera)  | D     | Cesare Ambrosini               |
| 23 | Italia (bandiera)  | D     | Andrea Marconi (vice capitano) |
| 24 | Italia (bandiera)  | D     | Giorgio Piacentini             |
| 27 | Italia (bandiera)  | D     | Alessandro De Leidi            |
| 28 | Italia (bandiera)  | D     | Matteo Fissore                 |
| 30 | Italia (bandiera)  | D     | Nicolò Sperotto                |
| 26 | Italia (bandiera)  | D     | Andrea Peverelli               |
| 4  | Italia (bandiera)  | C     | Manuel Cicconi                 |

| N. |                     | Ruolo | Calciatore                 |
| -- | ------------------- | ----- | -------------------------- |
| 6  | Italia (bandiera)   | C     | Stefano Antezza            |
| 8  | Italia (bandiera)   | C     | Matteo Pessina             |
| 10 | Italia (bandiera)   | C     | Davide Di Quinzio          |
| 17 | Italia (bandiera)   | C     | Alessio Cristiani          |
| 18 | Italia (bandiera)   | C     | Gabriele Cavalli           |
| 20 | Italia (bandiera)   | C     | Giovanni Fietta (capitano) |
| 21 | Italia (bandiera)   | C     | Michele Mandelli           |
| 31 | Italia (bandiera)   | C     | Filippo Damian             |
| 7  | Italia (bandiera)   | A     | Cristian Mutton            |
| 9  | Italia (bandiera)   | A     | Matteo Chinellato          |
| 11 | Italia (bandiera)   | A     | Cristian Bertani           |
| 13 | Italia (bandiera)   | A     | Nicolò Rota                |
| 16 | Italia (bandiera)   | A     | Giuseppe Le Noci           |
| 19 | Italia (bandiera)   | A     | Matteo Cortesi             |
| 29 | Slovenia (bandiera) | A     | Damir Bartulovič           |

## Risultati

### Lega Pro

#### Girone di andata
| Arbitro: | Mancini (Fermo) |

|                         |           |                       |
| Bearzotti 14’ Yamga 19’ | Marcatori | 64’ Pessina 83’ Nossa |

| Arbitro: | Pashuku (Albano Laziale) |

|                                          |           |             |
| Cristiani 60’ Cortesi 90+1’ Damian 90+2’ | Marcatori | 63’ Disanto |

| Arbitro: | Bertani (Pisa) |

|           |           |                            |
| Bruno 64’ | Marcatori | 19’ Nossa 67’, 89’ Le Noci |

| Arbitro: | Schirru (Nichelino) |

|  |           |               |
|  | Marcatori | 80’ Venitucci |

| Arbitro: | De Remigis (Teramo) |

|                |           |             |
| Di Quinzio 49’ | Marcatori | 57’ Marotta |

| Arbitro: | Pillitteri (Palermo) |

|                           |           |  |
| Mezavilla 26’ Bocalon 33’ | Marcatori |  |

| Arbitro: | De Tullio (Bari) |

|                                   |           |              |
| Chinellato 68’ (rig.) Antezza 90’ | Marcatori | 64’ De Sousa |

| Arbitro: | Robilotta (Sala Consilina) |

|  |           |              |
|  | Marcatori | 14’ De Leidi |

| Arbitro: | Natilla (Molfetta) |

|                |           |  |
| Chinellato 14’ | Marcatori |  |

| Arbitro: | Miele (Torino) |

|                |           |               |
| C. Colombo 13’ | Marcatori | 1’ Chinellato |

| Arbitro: | Santoro (Messina) |

|                           |           |                                |
| A. Marconi 83’ Damian 90’ | Marcatori | 51’ (rig.) Capello 81’ Ragatzu |

| Arbitro: | Valiante (Salerno) |

|                                       |           |             |
| Razzitti 45+1’ (rig.), 63’ Titone 90’ | Marcatori | 25’ Bertani |

| Arbitro: | Ayroldi (Molfetta) |

|                                              |           |                    |
| Floriano 63’ Del Nero 68’ (rig.) Bastoni 79’ | Marcatori | 85’ (rig.) Pessina |

| Arbitro: | Pagliardini (Arezzo) |

|                     |           |                   |
| Di Quinzio 27’, 50’ | Marcatori | 77’, 81’ Scappini |

| Arbitro: | Cudini (Fermo) |

|            |           |             |
| Merkaj 46’ | Marcatori | 54’ Le Noci |

| Arbitro: | Capraro (Cassino) |

|                                        |           |                          |
| Di Quinzio 19’ Pessina 23’ Bertani 55’ | Marcatori | 31’ Pesenti 58’ Pugliese |

| Arbitro: | Annaloro (Collegno) |

|  |           |             |
|  | Marcatori | 83’ Bertani |

| Como 11 dicembre 2016, ore 16:30 CET 18ª giornata | Como          | 0 – 0 referto | Renate | Stadio Giuseppe Sinigaglia (1 835 spett.)\| Arbitro: \| Candeo (Este) \| |
| Arbitro:                                          | Candeo (Este) |               |        |                                                                          |

| Arbitro: | Guarnieri (Empoli) |

|                                       |           |                              |
| Belcastro 18’ Bernardo 49’ Neglia 76’ | Marcatori | 14’ Chinellato 80’ Cristiani |

#### Girone di ritorno
| Arbitro: | Paterna (Teramo) |

|                                |           |                               |
| Le Noci 32’ (rig.) Cicconi 71’ | Marcatori | 17’, 28’ Polidori 43’ Corradi |

| Arbitro: | Marini (Trieste) |

|                             |           |                          |
| R. Bonaventura 29’ Cais 37’ | Marcatori | 44’ Chinellato 49’ Nossa |

| Arbitro: | Boggi (Salerno) |

|                |           |             |
| Chinellato 36’ | Marcatori | 90+1’ Bruno |

| Arbitro: | Piscopo (Imperia) |

|             |           |                           |
| Jelenič 85’ | Marcatori | 16’ Cristiani 42’ Pessina |

| Arbitro: | Viotti (Tivoli) |

|  |           |               |
|  | Marcatori | 25’ Cristiani |

| Arbitro: | D'Apice (Arezzo) |

|                              |           |             |
| Chinellato 21’ Cristiani 27’ | Marcatori | 46’ Bocalon |

| Arbitro: | Zufferli (Udine) |

|                                      |           |                                      |
| Majtan 3’ De Sousa 34’, 90+2’ (rig.) | Marcatori | 18’ Di Quinzio 72’ (rig.) Chinellato |

| Como 26 febbraio 2017, ore 16:30 CET 27ª giornata | Como             | 0 – 0 referto | Prato | Stadio Giuseppe Sinigaglia (1 894 spett.)\| Arbitro: \| Panarese (Lecce) \| |
| Arbitro:                                          | Panarese (Lecce) |               |       |                                                                             |

| Arbitro: | Giua (Olbia) |

|              |           |               |
| Bruccini 23’ | Marcatori | 90+4’ Fissore |

| Arbitro: | Pietropaolo (Modena) |

|           |           |  |
| Nossa 68’ | Marcatori |  |

| Arbitro: | Di Gioia (Nola) |

|             |           |             |
| Dametto 40’ | Marcatori | 36’ Pessina |

| Arbitro: | Pasciuta (Agrigento) |

|                   |           |                            |
| Pessina 9’ (rig.) | Marcatori | 32’ Taugourdeau 46’ Nobile |

| Arbitro: | Strippoli (Bari) |

|                  |           |                                 |
| Le Noci 80’, 81’ | Marcatori | 38’ (rig.) Floriano 83’ Bastoni |

| Arbitro: | Valiante (Salerno) |

|                              |           |             |
| Canini 11’ Maiorino 44’, 64’ | Marcatori | 55’ Bertani |

| Arbitro: | Robilotta (Sala Consilina) |

|                             |           |  |
| Pessina 3’ Chinellato 90+2’ | Marcatori |  |

| Arbitro: | Cipriani (Empoli) |

|          |           |                        |
| Bini 57’ | Marcatori | 30’ Pessina 82’Le Noci |

| Arbitro: | Tursi (San Giovanni Valdarno) |

|                                 |           |               |
| Pessina 76’ (rig.) Sperotto 84’ | Marcatori | 46’ Iadaresta |

| Arbitro: | Andreini (Forlì) |

|  |           |                             |
|  | Marcatori | 29’ Chinellato 74’ De Leidi |

| Arbitro: | Candeo (Este) |

|               |           |            |
| Cristiani 51’ | Marcatori | 44’ Dierna |

#### Play-off
| Arbitro: | Pagliardini (Arezzo) |

|                            |           |                |
| Sciacca 22’ S. Franchi 95’ | Marcatori | 83’ Chinellato |

### Coppa Italia
| Arbitro: | Guccini (Albano Laziale) |

|                                                  |           |  |
| Di Quinzio 37’ Chinellato 74’ Le Noci 76’ (rig.) | Marcatori |  |

| Arbitro: | Marinelli (Tivoli) |

|                                              |           |  |
| Paganini 14’ Frara 55’ D. Ciofani 80’ (rig.) | Marcatori |  |

### Coppa Italia Lega Pro
| Arbitro: | Provesi (Treviglio) |

|                      |           |  |
| Cortesi 90+2’ (rig.) | Marcatori |  |

| Arbitro: | Pietropaolo (Modena) |

|             |           |  |
| Cortesi 37’ | Marcatori |  |

| Arbitro: | Schirru (Nichelino) |

|                |           |                             |
| Chinellato 84’ | Marcatori | 90’, 111’ (rig.) N. Ferrari |

## Statistiche
Statistiche aggiornate all'8 febbraio 2017.

### Statistiche di squadra
| Competizione          | Punti            | In casa | In casa | In casa | In casa | In casa | In casa | In trasferta | In trasferta | In trasferta | In trasferta | In trasferta | In trasferta | Totale | Totale | Totale | Totale | Totale | Totale | DR |
| Competizione          | Punti            | G       | V       | N       | P       | Gf      | Gs      | G            | V            | N            | P            | Gf           | Gs           | G      | V      | N      | P      | Gf     | Gs     | DR |
| --------------------- | ---------------- | ------- | ------- | ------- | ------- | ------- | ------- | ------------ | ------------ | ------------ | ------------ | ------------ | ------------ | ------ | ------ | ------ | ------ | ------ | ------ | -- |
| Lega Pro              | 59               | 19      | 8       | 8       | 3       | 28      | 21      | 19           | 7            | 6            | 6            | 27           | 28           | 38     | 15     | 14     | 9      | 56     | 50     | +6 |
| Coppa Italia          | secondo turno    | 1       | 1       | 0       | 0       | 3       | 0       | 1            | 0            | 0            | 1            | 0            | 3            | 2      | 1      | 0      | 1      | 3      | 3      | 0  |
| Coppa Italia Lega Pro | quarti di finale | 3       | 2       | 0       | 1       | 3       | 2       | 0            | 0            | 0            | 0            | 0            | 0            | 3      | 2      | 0      | 1      | 3      | 2      | +1 |
| Totale                | 59               | 23      | 11      | 8       | 4       | 34      | 23      | 20           | 7            | 6            | 7            | 27           | 31           | 43     | 18     | 14     | 11     | 62     | 55     | +7 |

### Statistiche dei giocatori
Sono in corsivo i calciatori che hanno lasciato la società durante la stagione.
| Giocatore     | Lega Pro | Lega Pro | Lega Pro    | Lega Pro   | Coppa Italia | Coppa Italia | Coppa Italia | Coppa Italia | Coppa Italia Lega Pro | Coppa Italia Lega Pro | Coppa Italia Lega Pro | Coppa Italia Lega Pro | Totale   | Totale | Totale      | Totale     |
| Giocatore     | Presenze | Reti     | Ammonizioni | Espulsioni | Presenze     | Reti         | Ammonizioni  | Espulsioni   | Presenze              | Reti                  | Ammonizioni           | Espulsioni            | Presenze | Reti   | Ammonizioni | Espulsioni |
| ------------- | -------- | -------- | ----------- | ---------- | ------------ | ------------ | ------------ | ------------ | --------------------- | --------------------- | --------------------- | --------------------- | -------- | ------ | ----------- | ---------- |
| C. Ambrosini  | 16       | 0        | 6           | 0          | 2            | 0            | 0            | 0            | 2                     | 0                     | 0                     | 0                     | 20       | 0      | 6           | 0          |
| S. Antezza    | 15       | 1        | 4           | 0          | 2            | 0            | 0            | 0            | 3                     | 0                     | 2                     | 0                     | 20       | 1      | 6           | 0          |
| R. Barlocco   | 0        | -0       | 0           | 0          | 0            | -0           | 0            | 0            | 0                     | -0                    | 0                     | 0                     | 0        | -0     | 0           | 0          |
| D. Bartulovič | 2        | 0        | 0           | 0          | -            | -            | -            | -            | 0                     | 0                     | 0                     | 0                     | 2        | 0      | 0           | 0          |
| C. Bertani    | 19       | 3        | 5           | 0          | 0            | 0            | 0            | 0            | 2                     | 0                     | 0                     | 0                     | 21       | 3      | 5           | 0          |
| M. Briganti   | 20       | 0        | 4           | 2          | 2            | 0            | 0            | 0            | 3                     | 0                     | 0                     | 0                     | 25       | 0      | 4           | 2          |
| G. Cavalli    | 3        | 0        | 2           | 0          | -            | -            | -            | -            | 1                     | 0                     | 0                     | 0                     | 4        | 0      | 2           | 0          |
| M. Chinellato | 23       | 6        | 3           | 0          | 2            | 1            | 0            | 0            | 3                     | 1                     | 1                     | 0                     | 28       | 8      | 4           | 0          |
| M. Cicconi    | 2        | 1        | 0           | 0          | 0            | 0            | 0            | 0            | 0                     | 0                     | 0                     | 0                     | 2        | 1      | 0           | 0          |
| M. Cortesi    | 10       | 1        | 0           | 0          | 2            | 0            | 0            | 0            | 2                     | 2                     | 1                     | 0                     | 14       | 3      | 1           | 0          |
| D. Crispino   | 7        | -9       | 0           | 0          | 2            | -3           | 0            | 0            | 1                     | -0                    | 0                     | 0                     | 10       | -12    | 0           | 0          |
| A. Cristiani  | 16       | 4        | 1           | 0          | 2            | 0            | 0            | 0            | 1                     | 0                     | 0                     | 0                     | 19       | 4      | 1           | 0          |
| F. Damian     | 12       | 2        | 1           | 0          | -            | -            | -            | -            | 3                     | 0                     | 0                     | 0                     | 15       | 2      | 1           | 0          |
| A. De Leidi   | 6        | 1        | 2           | 1          | -            | -            | -            | -            | 2                     | 0                     | 0                     | 0                     | 8        | 1      | 2           | 1          |
| D. Di Quinzio | 22       | 4        | 3           | 0          | 2            | 1            | 0            | 0            | 1                     | 0                     | 0                     | 0                     | 25       | 5      | 3           | 0          |
| G. Fietta     | 13       | 0        | 6           | 1          | 1            | 0            | 0            | 0            | 1                     | 0                     | 0                     | 0                     | 15       | 0      | 6           | 1          |
| M. Fissore    | 3        | 0        | 1           | 0          | -            | -            | -            | -            | 1                     | 0                     | 0                     | 0                     | 4        | 0      | 1           | 0          |
| G. Le Noci    | 17       | 4        | 0           | 0          | 2            | 1            | 0            | 0            | 1                     | 0                     | 0                     | 0                     | 20       | 5      | 0           | 0          |
| D. Magonara   | 0        | 0        | 0           | 0          | 0            | 0            | 0            | 0            | 0                     | 0                     | 0                     | 0                     | 0        | 0      | 0           | 0          |
| M. Mandelli   | 0        | 0        | 0           | 0          | 1            | 0            | 0            | 0            | 0                     | 0                     | 0                     | 0                     | 1        | 0      | 0           | 0          |
| A. Marconi    | 22       | 1        | 7           | 0          | 2            | 0            | 0            | 0            | 2                     | 0                     | 0                     | 0                     | 26       | 1      | 7           | 0          |
| C. Mutton     | 3        | 0        | 0           | 0          | 0            | 0            | 0            | 0            | 0                     | 0                     | 0                     | 0                     | 3        | 0      | 0           | 0          |
| D. Nossa      | 19       | 3        | 2           | 0          | 2            | 0            | 0            | 1            | 1                     | 0                     | 0                     | 0                     | 22       | 3      | 2           | 1          |
| M. Pessina    | 23       | 4        | 3           | 0          | 2            | 0            | 0            | 0            | 3                     | 0                     | 0                     | 0                     | 28       | 4      | 3           | 0          |
| A. Peverelli  | 18       | 0        | 1           | 0          | -            | -            | -            | -            | 1                     | 0                     | 0                     | 0                     | 19       | 0      | 1           | 0          |
| G. Piacentini | 3        | 0        | 0           | 0          | 0            | 0            | 0            | 0            | 3                     | 0                     | 0                     | 0                     | 6        | 0      | 0           | 0          |
| N. Rota       | 0        | 0        | 0           | 0          | 0            | 0            | 0            | 0            | 0                     | 0                     | 0                     | 0                     | 0        | 0      | 0           | 0          |
| Rubinho       | 0        | -0       | 0           | 0          | -            | -            | -            | -            | -                     | -                     | -                     | -                     | 0        | -0     | 0           | 0          |
| M. Scaglione  | 1        | 0        | 0           | 0          | 0            | 0            | 0            | 0            | 0                     | 0                     | 0                     | 0                     | 1        | 0      | 0           | 0          |
| N. Sperotto   | 18       | 0        | 2           | 0          | 2            | 0            | 2            | 0            | 3                     | 0                     | 0                     | 0                     | 23       | 0      | 4           | 0          |
| L. Zanotti    | 18       | -24      | 3           | 0          | -            | -            | -            | -            | 2                     | -2                    | 0                     | 0                     | 20       | -26    | 3           | 0          |